# Santervás de Campos
Santervás de Campos is een gemeente in de Spaanse provincie Valladolid in de regio Castilië en León met een oppervlakte van 54,11 km². Santervás de Campos telt 122 inwoners (1 januari 2016).

## Demografische ontwikkeling
Bron: INE, 1857-2011: volkstellingen
Opm.: In 1974 werden de gemeenten Villacreces en Zorita de la Loma aangehecht

## Geboren te Santervás de Campos
- Juan Ponce de León (1460-1521), conquistador